# Wiay (Hèbrides Interiors)
L'illa de Wiay (Bhuia o Fuidheigh en gaèlic) és una petita illa de les Hèbrides Interiors situada a la costa nord-oest d'Escòcia. Es troba a 1,4 km a l'oest de l'illa de Skye, a l'alçada del poble d'Ullinish. És l'illa més gran del Loch Bracadale.
Es troba deshabitada des de finals del segle xix.